# Tadeusz Grabianka (1872–1935)
Tadeusz Grabianka herbu Leszczyc (ur. 27 czerwca 1872 w Lipówce, zm. 30 marca 1935 w Wichrach) – tytularny kapitan administracji Wojska Polskiego.

## Życiorys
27 czerwca 1872 we wsi Lipówka, w ówczesnym powiecie płoskirowskim guberni podolskiej, w rodzinie Antoniego i Łucji z Żurakowskich . Był członkiem Oddziału XI Wileńskiego Polskiej Organizacji Wojskowej .
3 maja 1922 został zweryfikowany w stopniu porucznika ze starszeństwem z 1 czerwca 1919 i 38. lokatą w korpusie oficerów administracji, dział kontroli administracji. W 1923 pełnił służbę w Oddziale Kontroli Wykonania Budżetu Wojskowej Kontroli Generalnej, a w następnym roku w Ekspozyturze Wojskowej Kontroli Generalnej przy Dowództwie Okręgu Korpusu Nr I. 17 lipca 1925 Prezydent RP nadał mu z dniem przeniesienia w stan spoczynku – 31 lipca 1925 stopień kapitana, wyłącznie z prawem do tytułu. W 1934, jako tytularny kapitan ze starszeństwem z 1 czerwca 1919 w korpusie oficerów administracji stanu spoczynku pozostawał w ewidencji Powiatowej Komendy Uzupełnień Warszawa Miasto III.
Mieszkał w Warszawie na Żoliborzu przy ul. Haukego 14. Pracował jako bankowiec. Później zamieszkał w osadzie wojskowej Wichry, poczta Nowojelnia, w której otrzymał działkę jako osadnik wojskowy. 
Zmarł 30 marca 1935 w Wichrach . 6 kwietnia 1935 został pochowany na Cmentarzu Wojskowym na Powązkach  (kwatwra A11-2-3).
Tadeusz był żonaty z Marią z Krzyczkowskich (ur. 1869), z którą miał trzech synów:
- Stanisława (1899–1920) – podporucznika Kowieńskiego Pułku Strzelców, odznaczonego pośmiertnie Krzyżem Niepodległości (6 czerwca 1931[12]),
- Władysława (1901–1916), ucznia VI klasy gimnazjum,
- Olgierda (ur. 1903), inżyniera rolnika, odznaczonego Medalem Niepodległości (15 kwietnia 1932)[13][2].

## Ordery i odznaczenia
- Krzyż Niepodległości – 7 lipca 1931 „za pracę w dziele odzyskania niepodległości”[14]
- Krzyż Walecznych czterokrotnie[15]
- Odznaka ZHP „Wdzięczności”[4]